# Морино (Вологодская область)
Морино — деревня в Вологодском районе Вологодской области.
Входит в состав Кубенского сельского поселения, с точки зрения административно-территориального деления — в Кубенский сельсовет.
Расстояние по автодороге до районного центра Вологды — 35 км, до центра муниципального образования Кубенского —  5 км, до села Куркино —  10 км, до села Остахово —  12 км. Ближайшие населённые пункты — Мидяново, Горбунка, Братское, Илейкино, Коротково, Настасьино, Долгово, Мусино, Косая Горка, Сопятино, Окулово.
С 27 июня 2024 года в состав деревни включены:
-деревня Настасьино
-деревня Долгово
-деревня Сопятино
По переписи 2002 года население — 109 человек (48 мужчин, 61 женщина). Преобладающая национальность — русские (97 %).